# Henry Lawson
Henry Lawson (Grenfell, 17 giugno 1867 – Sydney, 2 settembre 1922) è stato uno scrittore e poeta australiano.
Lawson ed il suo contemporaneo Banjo Paterson sono gli scrittori australiani più conosciuti del periodo coloniale.

## Biografia
Sua madre fu Louisa Lawson (1848-1920), un'importante figura nella lotta per il suffragio femminile ed editrice e proprietaria del giornale The Dawn, che fu parzialmente responsabile del fatto che l'Australia fu uno dei primi stati a raggiungere il suffragio femminile. Suo padre fu Niels Larsen, un pescatore norvegese che si trasferì in Australia. Dopo la nascita di Henry, il cognome della famiglia venne inglesizzato, e Niels divenne Peter Lawson.
Quando aveva sette anni, Henry ebbe un'infezione all'orecchio, che lo rese parzialmente sordo, e quando raggiunse i quattordici anni rimase completamente sordo.
La maggior parte dei suoi lavori si concentrano sulla steppa australiana, come il desolato Past Carin', ed è considerato da alcuni il primo ad offrire una visione accurata della vita in Australia com'era in quel tempo. Bisogna comunque dire che anche a quel tempo la maggior parte degli australiani viveva nelle città, come Lawson stesso; la steppa che Lawson racconta ospitava solo una piccola minoranza.
Henry non ebbe una vita semplice: dopo aver lasciato la scuola a causa della malattia, lavorò prima con il padre nell'edilizia, poi come pittore. Nel frattempo frequentava una scuola serale per poter completare la sua formazione.
Finalmente nel 1888 venne pubblicato il suo primo racconto, His Father's Mate.
I genitori, nonostante la situazione difficile e la separazione, ebbero grande influenza su Henry. Si dice che dalla madre abbia imparato l'arte di scrivere, mentre dal padre il senso d'umanità.
Si sposò nel 1896 ma si separò dopo il soggiorno a Londra (1900-1902).
Ormai adulto, lo scrittore, alcolista, fu probabilmente la celebrità più conosciuta in Australia. Allo stesso tempo, però, mendicava spesso lungo le strade di Sydney, particolarmente a Circular Quay. Arrestato e portato nella prigione di Darlinghurst per ubriachezza e mancato pagamento degli alimenti, espose le sue esperienze in One Hundred and Three (103) - il numero della sua cella - che venne pubblicato nel 1908. Lawson soprannomina la prigione "Starvinghurst Gaol" a causa delle misere razioni che venivano date ai detenuti (ingl. starving: morire di fame).
Alla sua morte ebbe un funerale di stato, presenziato dal primo ministro W. M. Hughes e da suo cognato Jack Lang (politico australiano), il primo ministro dello Stato del Nuovo Galles del Sud, e da migliaia di cittadini.
Henry Lawson venne rappresentato sulle banconote da 10 dollari australiani emesse nel 1966, quando la valuta decimale fu introdotta per la prima volta in Australia. Questa banconota venne sostituita nel 1993 quando furono introdotte le banconote in polimero. Lawson venne ritratto con lo sfondo della città di Gulgong nel Nuovo Galles del Sud.